# Erica rudolfii
Erica rudolfii är en ljungväxtart som beskrevs av Harry Bolus. Erica rudolfii ingår i släktet klockljungssläktet, och familjen ljungväxter. Inga underarter finns listade i Catalogue of Life.